# Santa Margarida (distrito)
Santa Margarida é um distrito do município brasileiro de Bela Vista do Paraíso, no estado do Paraná.